# Casa pairal al carrer Sant Josep, 12 (Isona)
Casa pairal al carrer Sant Josep, 12 és una obra de Isona i Conca Dellà (Pallars Jussà) inclosa a l'Inventari del Patrimoni Arquitectònic de Catalunya.

## Descripció
Casa pairal entre mitgeres, de planta baixa i tres pisos. Portal adovellat amb la inscripció: "Paris 1674, a la llinda de l'arcada de mig punt. Es conserva la part inferior de carreus de pedra, que té arrebossada la resta de la façana ampliada posteriorment.

## Història
L'any 1674 és la data que figura la porta.